# بین ما دخترها
بین ما دخترها (انگلیسی: Between Us Girls) فیلمی در ژانر درام به کارگردانی هنری کاستر است که در سال ۱۹۴۲ منتشر شد. از بازیگران آن می‌توان به دایانا بریمور، رابرت کامینگز، اندی دیواین، و کی فرانسیس اشاره کرد.